# Лата (окръг)
Вижте пояснителната страница за други значения на Лата .
Окръг Ла̀та (на английски: Latah County) е окръг в щата Айдахо, Съединени американски щати. Площ 2789 km² (1,29% от площта на щата, 29-о място по големина). Население – 39 333 души (2017), 2,38% от населението на щата, 11-о място, гъстота 14,1 души/km². Административен център град Москоу.
Окръгът е разположен в северната част на щата. На запад граничи с щата Вашингтон, а на север, североизток, изток и юг съответно с окръзите: Бенъуа, Шошони, Клиъруотър и Нез Пърс. Релефът е хълмист и равнинен с надморска височина между 800 и 1000 m, като на север, по границата с окръг Бенъуа се издига ниският масив Балд 5334 f (1625 m). От североизток на югозапад протича река Потлач (десен приток на Клиъруотър, десен приток на Снейк), а в западната част – горното течение на река Палус (десен приток на Снейк.
Най-голям град в окръга е административният център Москоу 23 800 души (2010 г.), а останалите васелени места са с население под 1000 души.
През окръга от юг на север, по западната периферия на окръга, на протежение от 42 мили (67,6 km), преминава участък от Междущатско шосе .
Окръгът е образуван на 14 май 1888 г. и е наименуван по името на река Лата Крийк, протичаща с горното си течение в северозападния край на окръга.